# Саша Гајсер
Саша Гајсер (Птуј, 11. фебруар 1974) је бивши словеначки професионални фудбалер који је играо на позицији везног играча. Представљао је своју земљу на два велика турнира за која су се квалификовали, Европском првенству 2000. и Светском првенству 2002.

## Играчка каријера

### Клубови
Гајсер је професионалну каријеру започео у Марибору 1992. године. Ту је остао три сезоне, и за клуб је одиграо 22 утакмице у свим такмичењима. Касније је играо са друголигашима Птујске Драве и Љубљане. После сезоне у Белтинцима, потписао је за Рудар Велење. Ту је остао две сезоне, наступио је у 64 првенствене утакмице и постигао 6 голова пре него што је отишао у КАА Гент. После три сезоне у Белгији, прешао је у Олимпијакос из Никозије.

### Репрезентација
Гајсер је дебитовао за Словенију у фебруару 1999. пријатељској утакмици против Швајцарске у Оману. Одиграо је укупно 27 утакмица до свог последњег меча 2003. године. Са Словенијом је Гајсер играо на Европском првенству у фудбалу 2000. и Светском првенству у фудбалу 2002. године.

## Успеси

### Играчки
Марибор
- Куп Словеније: првак 1991–92, 1993–94[6]

Рудар Велење
- Куп Словеније: првак 1997–98[6]